# غيلبرت كولينز
غيلبرت كولينز (بالإنجليزية: Gilbert Collins) هو قاضي ومحامي وسياسي أمريكي، ولد في 26 أغسطس 1846 في الولايات المتحدة، وتوفي في 29 يناير 1920 في جيرسي سيتي في الولايات المتحدة بسبب ذات الرئة. حزبياً، نشط في الحزب الجمهوري. وقد انتخب Mayor of Jersey City, New Jersey ‏ (5 مايو 1884 – 2 مايو 1886).